# Піщанська сільська рада (Куп'янський район)
Піща́нська сільська́ ра́да — адміністративно-територіальна одиниця та орган місцевого самоврядування в Куп'янському районі Харківської області. Адміністративний центр — село Піщане.

## Загальні відомості
- Піщанська сільська рада утворена в 1923 році.
- Територія ради: 57,51 км²
- Населення ради: 758 осіб (станом на 2001 рік)
- Територією ради протікає річка Оскіл.

## Населені пункти
Сільській раді підпорядковані населені пункти:
- с. Піщане
- с. Берестове

## Склад ради
Рада складається з 14 депутатів та голови.
- Голова ради: Томко Володимир Іванович
- Секретар ради: Савінова Людмила Олексіївна

### Керівний склад попередніх скликань
| Прізвище, ім'я, по батькові | Основні відомості                                                                     | Дата обрання | Дата звільнення |
| --------------------------- | ------------------------------------------------------------------------------------- | ------------ | --------------- |
| Томко Володимир Іванович    | Сільський голова, 1969 року народження, освіта незакінчена вища, член Народної партії | 26.03.2006   | 31.10.2010      |
| Томко Володимир Іванович    | Сільський голова, 1969 року народження, освіта незакінчена вища, член Партії регіонів | 31.10.2010   |                 |

Примітка: таблиця складена за даними сайту Верховної Ради України

### Депутати
За результатами місцевих виборів 2010 року депутатами ради стали:

#### За суб'єктами висування
| Суб'єкт висування                                       | Кількість обраних депутатів | %    |
| ------------------------------------------------------- | --------------------------- | ---- |
| Партія регіонів                                         | 12                          | 85,7 |
| Політична партія Всеукраїнське об'єднання «Батьківщина» | 2                           | 14,3 |

#### За округами
| № округу                                                | Прізвище, ім'я, по батькові        | Дата визнання обраним | Освіта             | Партійна приналежність                        | Відомості про обраного депутата                             |
| ------------------------------------------------------- | ---------------------------------- | --------------------- | ------------------ | --------------------------------------------- | ----------------------------------------------------------- |
| Партія регіонів                                         |                                    |                       |                    |                                               |                                                             |
| 1                                                       | Івахнін Олександр Іванович         | 03.11.2010            | середня спеціальна | член Партії регіонів                          | тимчасово не працює                                         |
| 4                                                       | Коропець Тетяна Володимирівна      | 03.11.2010            | середня            | член Партії регіонів                          | тимчасово не працює                                         |
| 5                                                       | Склярова Людмила Володимирівна     | 03.11.2010            | середня спеціальна | член Партії регіонів                          | тимчасово не працює                                         |
| 6                                                       | Ситнік Олена Миколаївна            | 03.11.2010            | середня спеціальна | член Партії регіонів                          | Піщанська загальноосвітня школа, ттехпрацівник              |
| 7                                                       | Друшляк Наталя Сергіївна           | 03.11.2010            | середня спеціальна | член Партії регіонів                          | Липковатовський с/х технікум, сстудентка                    |
| 8                                                       | Самолов Іван Єгорович              | 03.11.2010            | середня            | член Партії регіонів                          | пенсіонер                                                   |
| 9                                                       | Скиба Олександр Миколайович        | 03.11.2010            | вища               | член Партії регіонів                          | тимчасово не працює                                         |
| 10                                                      | Савінова Людмила Олексіївна        | 03.11.2010            | вища               | член Партії регіонів                          | Піщанська сільська рада, ссекретар                          |
| 11                                                      | Стеблянка Наталя Іванівна          | 17.04.2011            | середня            | член Партії регіонів                          | тимчасово не працює                                         |
| 12                                                      | Чашка-Ратушний Павло Володимирович | 03.11.2010            | вища               | член Партії регіонів                          | пенсіонер                                                   |
| 13                                                      | Костиря Ельміра Вікторівна         | 03.11.2010            | середня спеціальна | член Партії регіонів                          | Берестовський фельдшерсько-акушерський пункт, емедпрацівник |
| 14                                                      | Грищенко Тетяна Олександрівна      | 03.11.2010            | середня спеціальна | член Партії регіонів                          | ФГ"САМ", ккомірник                                          |
| Політична партія Всеукраїнське об'єднання «Батьківщина» |                                    |                       |                    |                                               |                                                             |
| 2                                                       | Мартовицька Лідія Василівна        | 03.11.2010            | вища               | член Всеукраїнського об'єднання «Батьківщина» | Піщанська загальноосвітня школа, вчитель                    |
| 3                                                       | Носа Юлія Михайлівна               | 03.11.2010            | середня            | член Всеукраїнського об'єднання «Батьківщина» | тимчасово не працює                                         |